# Vizegrafschaft Castelbon
Die Vizegrafschaft Castelbon wurde erstmals Ende des 10. Jahrhunderts erwähnt. Sie befand sich im Tal von Castelbon (katalanisch Castellbò) südlich von Andorra.
Im Jahr 989 erhielt Guillermo, Vizegraf von Urgell und Sohn des Vizegrafen Miró, vom Grafen Borrell II. von Barcelona das Tal von Castelbon. Der Titel eines Vizegrafen von Castelbon wurde jedoch erstmals von Guillermos Nachkommen Pere Ramón geführt, nachdem der Vizegrafen von Urgell zum reinen Titel geworden war. Pere Ramón heiratete 1126 Sibila von Cerdanya, wodurch er seine Vizegrafschaft mit der Vizegrafschaft Cerdanya vereinigte – und damit ein Konkurrent des Bischofs von Urgell wurde, der den Machtzuwachs der Vizegrafen mit Argwohn verfolgte.
Pere Ramóns Enkel Arnau heiratete um 1183 Arnalda de Caboet, durch die die Täler von Cabo, Sant-Juan und Andorra an die Vizegrafen von Castelbon kamen. Mit ihm erreichte die Macht der Vizegrafen von Castelbon ihren Höhepunkt – auch gegenüber dem Bischof, zumal Arnau Katharer war (was dazu führte, dass sein Leichnam 40 Jahre nach seinem Tod exhumiert und verbrannt wurde). Arnauds einzige Tochter Ermessende heiratete 1208 den Erbgrafen von Foix, Roger Bernardo II., † 1241. Die Dynastie der Vizegrafen von Castelbon erlosch.
Die Nachkommen Ermessendes und Roger Bernardos herrschten in Castelbon über zwei Jahrhunderte. Als Graf Gaston III. Fébus 1391 ohne legitime Nachkommen starb, vermachte er seinen Besitz dem König von Frankreich – was nun allerdings den König von Aragón dazu veranlasste, einen Verwandten Gastons, Mathieu de Foix einzusetzen, um zu verhindern, dass die Vizegrafschaft in den Besitz der französischen Krone geriet. Mathieu starb 1398 ebenfalls ohne Nachkommen, so dass seine einzige Schwester Isabelle († 1412) die Nachfolge antrat. Sie war mit Archambaud de Grailly († 1413) verheiratet, von ihr stammt das Haus Foix-Grailly ab.
Ihr Nachkomme Gaston IV. († 1472) war gleichzeitig Graf von Foix und Bigorre, Vizegraf von Béarn, Castelbon und Narbonne. Sein Sohn François Fébus wurde König von Navarra, dessen Nachkomme Heinrich 1589 König von Frankreich, wodurch Castelbon erneut an die französische Krone fiel. Aufgrund dieses Heimfalls ist das französische Staatsoberhaupt heute noch eines der beiden Staatsoberhäupter Andorras.

## Vizegrafen von Castelbon
Dynastie der Vizegrafen von Urgel
- Miró I., vor 953 – nach 977
- Guillermo, vor 981 – 1037
- Miró II., 1037–1079
- Ramón I., 1079–1114
- Pere Ramón, 1114–...

Dynastie des Vizegrafen von Castelbon
- Pere Ramón, ...–1150
- Ramón II., 1150–1185
- Arnau, 1185–1226
- Ermessende, ⚭ Roger Bernardo II. de Foix, † 1241.

Dynastie der Grafen von Foix
- Roger Bernardo II., † 1241, Graf von Foix, Vizegraf von Castelbon; ⚭ I Ermessende, Vizegräfin von Castelbon, † 1229, Erbtochter von Vizegrafen Arnau; ⚭ II Ermengarde, Tochter von Aimery Manrique de Lara, Vicomte de Narbonne
- Roger IV., † 1265, dessen Sohn, Comte de Foix, Vizegraf von Castelbon
- Roger Bernard III., † 1303, dessen Sohn, 1265 Graf von Foix und Vizegraf von Castelbon; ⚭ Margarita de Moncada, 1311 20. Vicomtesse de Béarn, Comtesse de Bigorre, Erbtochter von Gaston VII. de Moncada, 19. Vicomte de Béarn
- Gaston I., † 1315, dessen Sohn, 1302 Graf von Foix und Bigorre, 21. Vizegraf von Béarn und Castelbon; ⚭ 1301 Jeanne d’Artois, 1315/24 Comtesse de Foix, † nach 1348, Tochter von Philippe d’Artois, Seigneur de Conches-en-Ouche (Haus Frankreich-Artois)
- Roger-Bernard IV., dessen Sohn, † 1352, Vizegraf von Castelbon; ⚭ Geraude de Navailles
- Roger Bernard V., † 1381, Vizegraf von Castelbon
- Mathieu, † 1398, dessen Sohn, Vizegraf von Castelbon und Béarn; ⚭ Juana Infantin von Aragón, † 1407, Tochter von Juan I., König von Aragón (Haus Barcelona)
- Isabelle de Foix, † 1428, dessen Schwester, seit 1398 Gräfin von Foix, Vizegräfin von Béarn, Marsan und Lautrec sowie Co-Herrin von Andorra, ab 1400 Vizegräfin von Castelbon; ⚭ Archambaud de Grailly Captal de Buch, † 1413 (Haus Grailly)
- Jean I. de Foix (1382–1436), deren Sohn, Graf von Foix, Vizegraf von Béarn, Marsan, Lautrec und Castelbon sowie Co-Herr von Andorra
- Gaston IV., † 1472, dessen Sohn, Graf von Foix und Bigorre, Vizegraf von Béarn, Marsan und Castelbon und Co-Herr von Andorra; ⚭ Eleonore von Navarra, † 1479 Königin von Navarra
- Gaston de Foix, † 1470, 1462 Prinz von Viana, Vizegraf von Castelbon,
- François Fébus, † 1483, König von Navarra

## Weblink
- Geschichte Castelbons (frz.)